# تیراپونگ سیلاچای
تیراپونگ سیلاچای (انگلیسی: Theerapong Silachai؛ زادهٔ ۱۹ نوامبر ۲۰۰۳) وزنه‌بردار اهل تایلند است.
وی در مسابقات کشوری و بین‌المللی در مجموع برندهٔ ۱ مدال طلا، ۱ مدال نقره، ۱ مدال برنز شده است.